# Tepeacatzingo
Tepeacatzingo är en ort i Mexiko.   Den ligger i kommunen Epatlán och delstaten Puebla, i den sydöstra delen av landet, 120 km sydost om huvudstaden Mexico City. Tepeacatzingo ligger 1 336 meter över havet och antalet invånare är 332.
Terrängen runt Tepeacatzingo är huvudsakligen kuperad, men åt nordost är den platt. Runt Tepeacatzingo är det ganska tätbefolkat, med 155 invånare per kvadratkilometer. Närmaste större samhälle är Izúcar de Matamoros, 10,0 km väster om Tepeacatzingo. I omgivningarna runt Tepeacatzingo växer huvudsakligen savannskog.